# Heideweg
Heideweg ist ein Ortsteil im Stadtteil Hand von Bergisch Gladbach.

## Geschichte
Die Benennung Heideweg erfolgte in Anlehnung an einen alten Siedlungsnamen, der für das Jahr 1699 als  Heyden urkundlich belegt ist. Im Urkataster wird die Siedlung als Auf der Heide im Bereich der heutigen Straße verzeichnet. Bis in das 18. Jahrhundert hatte sich hier ein kleiner Weiler entwickelt. Er setzte sich aus drei Hofstellen zusammen. Zwischen 1920 und 1928 wurde die Siedlung in Heideweg umbenannt, weil eine Verbindungsstraße zwischen der Dellbrücker Straße und der Mühlenstraße durch sie hindurchführt.

## Etymologie
Der Flur- und Siedlungsname Heide bezog sich auf die Merkmale des Bewuchs des Heidesandstreifens  mit Heidekräutern. Bei einer Heide handelt es sich meistens um eine unfruchtbare, mit Ginster, Heidekraut und Buschwerk bestandene Fläche.